# 46 (numero)
Quarantasei (cf. latino quadraginta sex, greco ἕξ καὶ τεσσαράκοντα) è il numero naturale dopo il 45 e prima del 47.

## Proprietà matematiche
- È un numero pari.
- È un numero composto, dai seguenti 4 divisori: 1, 2, 23, 46. Poiché la somma dei divisori (escluso il numero stesso) è 26 < 46, è un numero difettivo.
- È un numero semiprimo.
- È un numero di Wedderburn-Etherington.
- È un numero ennagonale e un numero triangolare centrato.
- È un numero poligonale centrale.
- È un numero di Erdős–Woods.
- È parte della terna pitagorica (46, 528, 530).
- È un numero palindromo nel sistema di numerazione posizionale a base 4 (232) e in quello a base 5 (141).
- È un numero intero privo di quadrati.
- È un numero congruente.

## Astronautica
- Cosmos 46 è un satellite artificiale russo.

## Astronomia
- 46P/Wirtanen è una cometa periodica del sistema solare.
- 46 Hestia è un asteroide della fascia principale del sistema solare.
- M 46 è un ammasso aperto visibile nella costellazione della Poppa.
- NGC 46 è una stella della costellazione dei Pesci.

## Biologia
- È il numero di cromosomi nelle cellule somatiche umane.

## Chimica
- È il numero atomico del Palladio (Pd).

## Convenzioni

### Telefonia
- È il prefisso telefonico internazionale svedese, da premettere per le chiamate internazionali dirette per la Svezia.

## Simbologia

### Smorfia
- Nella smorfia, il numero 46 è il denaro.

## Sport
- Nel Motociclismo, il 46 è il numero da sempre usato da  Valentino Rossi nel campionato MotoGP (precedentemente utilizzato dal padre Graziano Rossi). Il 46 è diventato un simbolo per il motociclista di Tavullia, il quale lo ha reso famoso in tutto il mondo.